# Рафаэль (Черепашки-ниндзя)
Рафаэль (англ. Raphael) или Раф (англ. Raph) — один из четырёх главных героев франшизы «Черепашки-ниндзя» и второй по старшинству среди братьев-мутантов, часто конфликтующий с лидером группы, Леонардо.
Рафаэль носит красную повязку, будучи единственной Черепашкой, сохранившей этот цвет с момента своего первого появления в Teenage Mutant Ninja Turtles #1 (Октябрь 1984). В качестве основного оружия боя Рафаэль владеет парными саями. В теле- и киноадаптациях он зачастую разговаривает с бруклинским акцентом. Среди братьев отличается темпераментом и цинизмом, представляя собой вспыльчивого, агрессивного, угрюмого, раздражительного и саркастического бунтаря. Источник гнева Рафаэля остаётся неизвестен, однако, в некоторых адаптациях, поведение персонажа связано с осознанием того факта, что он и его братья являются единственными представителями своего рода и обречены на одиночество.
Рафаэль часто соперничает со своим старшим братом Леонардо, так как завидует его лидерской позиции. Будучи наиболее физически сильным среди остальных братьев, он выполняет роль «мускулов» в команде. Своё имя он получил в честь Рафаэля Санти, итальянского художника эпохи Возрождения 16-го века. Он единственный из Черепашек-ниндзя, чьё имя не заканчивается на букву «О», несмотря на то, что полное имя его исторического прообраза — Раффаэлло.

## Создание и концепция
Авторы комиксов Кевин Истмен и Питер Лэрд познакомились в Массачусетсе и начали работу над совместными иллюстрациями. В 1983 году Лэрд пригласил Истмена переехать к нему в Дувр, штат Нью-Гэмпшир. В ноябре того же года Истмен нарисовал черепаху в маске, которая стояла на задних лапах и была вооружена нунчаками. Лэрд нарисовал собственный эскиз и добавил к уже имеющемуся названию Ninja Turtles (рус. Черепашки-ниндзя) слова Teenage Mutant (рус. Подростки-мутанты). Концепция пародировала сразу несколько элементов, популярных в комиксах о супергероях того времени: мутанты Uncanny X-Men, подростки New Teen Titans и ниндзя Daredevil, в сочетании с антропоморфными животными, такими как Утка Говард.
Работая над концепцией комикса, Истмен и Лэрд рассматривали возможность присвоения Черепахам японских имен, но вместо этого в конечном итоге решили назвать их в честь итальянских художников эпохи Возрождения — Леонардо, Донателло, Микеланджело и Рафаэлем. Лэрд отметил, что имена «были достаточно чудными и вписывались в концепцию». Авторы написали предысторию, ссылаясь на другие элементы Сорвиголовы: как и Мэтт Мёрдок, Черепахи подверглись воздействию радиоактивного вещества, а их сэнсэй, Сплинтер, был вдохновлён учителем Сорвиголовы по прозвищу Стик. Основное оружие Рафаэля в лице парных саев отсылает к Электре, ещё одной героине Marvel Comics.
Рафаэль — любимая Черепашка-ниндзя Истмена.

## Биография

### Mirage Comics
Однажды, в городе Нью-Йорк, маленький мальчик по имени Честер Мэнли купил в магазине четырёх маленьких черепах и, поместив их в аквариум, понёс к себе домой. Он стал свидетелем дорожно-транспортного происшествия, когда переходивший дорогу слепой человек едва не угодил под грузовик. В этот момент из машины вылетела канистра с мутагеном, которая затем врезалась в аквариум с черепашками, в результате чего они оказались смыты в канализацию. Их обнаружила старая крыса по имени Сплинтер, недавно потерявшая своего хозяина, мастера боевых искусств Хамато Ёси. Все пятеро животных подверглись воздействию содержащегося в канистре мутагена, что привело к мутацию в их организме и превращению в четырёх антропоморфных черепах и крысу. Понимая, что люди не примут тех, кто отличается от них, Сплинтер приютил черепашек и начал жить вместе с ними в канализации. Обучившись у своего мастера ниндзюцу, крыса начала тренировать своих приёмных детей боевым искусствам, а также дала каждому из них имена и индивидуальное оружие.
В ранних чёрно-белых комиксах Mirage Рафаэль был самой жестокой Черепахой и имел проблемы с гневом как в сражениях, так и в повседневной жизни. Ко всему прочему, Раф обладал саркастичным чувством юмора и имел склонность к цинизму. В более поздних выпусках раскрылось, что он не особенно любил сверхъестественное, о чём он сообщил напрямую в Tales of Raphael: Bad Moon Rising.
По мере продолжения серии Рафаэль смягчился и перестал бросать вызов Леонардо, став более дружелюбным по отношению к своей семье и союзникам. Поворотным моментом стало решение Рафаэля дать Леонардо возможность разобраться со Шреддером в одиночку после того, как Лео едва не был убит Элитой клана Фут.
Из всех братьев наиболее близкие отношения у Рафаэля сложились с Микеланджело. Время от времени он вёл себя более спокойно и проявлял заботу по отношению к младшему брату, потакая его поступкам и яростно защищая от различных угроз в бою. Рафаэль заявил, что одна лишь мысль об угрожающей его братьям опасности, вызывает у него насильственную ярость. В своём одноимённом ваншоте Рафаэль столкнулся с линчевателем Кейси Джонсом, который проявлял по отношению к врагам ещё большую жестокость чем он сам. Несмотря на возникший между ними конфликт во время первой встречи, Раф и Кейси стали лучшими друзьями.
В 4-м томе серии комиксов Mirage Рафаэль, несмотря на сохранившуюся жестокость, стал более общительным. После того, как его укусило вампира-подобное существо, он прошёл через вторичную мутацию, превратившись в динозавро-подобную версию себя. Став неконтролируемым монстров Раф, тем не менее, смог обуздать свою ярость благодаря внутренним наставлениям мастера Сплинтера и впоследствии помог Леонардо и Кейси выследить напавшего на него вампира. Ранее, в 1-м томе, Раф был атакован пиявкой, который высосал мутаген из его тела в результате чего Рафаэль вернулся в своё первоначальное состояние в качестве обычной черепахи. Сама пиявка мутировала и скрылась, из-за чего остальные Черепахи были вынуждены последовать за ней. Наконец, после обнаружения существа, Рафаэлю удалось прокусить его кожу и высосать кровь, благодаря чему он вновь мутировал в Черепашку-ниндзя.
Данная версия Рафаэля появилась в анимационном кроссовере «Черепашки навсегда» 2009 года, где его озвучил Шон Шеммел. По сюжету, в их реальность попадают Черепашки-ниндзя из мультсериалов 1987 и 2003 годов, предупреждая об опасности, исходящей от Шреддера 2003 года, намеревающегося уничтожить мультивселенную Черепах. Затем Mirage Черепашки помогают своим аналогам, их союзникам и врагам в решающем противостоянии со Шреддером.

### Image Comics
В комиксах издательства Image, события которых разворачиваются после окончания 2-го тома Mirage, лицо Рафаэля было сильно обезображено во время взрыва в одном из сражений. Большую часть времени он носил одну из хоккейных масок Кейси Джонса, после чего надел поверх утраченного глаза повязку. В дальнейшем Рафаэль облачился в доспехи Шреддера с целью психологического доминирования над нью-йоркской мафии, состоявшей в конфронтации с кланом Фут во время войны банд. Победив своих врагов, Раф некоторое время управлял нью-йоркской фракцией клана Фут.

### Archie Comics
Серия Teenage Mutant Ninja Turtles Adventures от издательства Archie изначально представляла собой адаптацию мультсериала 1987 года. По окончании второй сюжетной арки Рафаэль сменил костюм и начал носить тёмное снаряжение ниндзя, которое он выиграл во время инопланетного рестлинга. Он первым из братьев обзавёлся девушкой, начав встречаться с королевой лис по имени Ниньяра в выпуске #28, с которой в дальнейшем расстался ближе к концу выпуска #75. В будущем Рафаэль потерял глаз во время противостояния со Шредером, Верминатором Икс и Армаггоном. Он путешествовал во времени после того, как его брат Донателло изобрёл соответствующее устройство, после чего ушёл на пенсию, обосновавшись на острове Тертлэкко и став владельцем бара.

### IDW Comics
В комиксах издательства IDW Рафаэль и его братья были реинкарнациями сыновей Хамато Ёси, которые жили в средневековой Японии и пали от руки Ороку Саки. В настоящем времени он был подопытной черепахой в лаборатории «StockGen Research, Inc.», принадлежавшей учёному Бакстеру Стокману. В какой-то момент на лабораторию напали ниндзя из клана Фут, с целью хищения разработок Стокмана. Во время развернувшейся кражи черепахи и их переродившийся в крысу по имени Сплинтер отец были облиты мутагеном.
Незадолго до своей мутации Рафаэль отделился от своей семьи во время нападения голодного уличного кота. Рафаэль запаниковал, когда превратился в антропоморфную черепаху, однако его успокоил бездомный по имени Бак, который взял его под своё крыло. Тем не менее, впоследствии Бак, к ярости и горести Рафаэля, был убит уличными головорезами.
Пятнадцать месяцев спустя с момента трансформации, он вёл бездомный образ жизни на улицах Нью-Йорка, ничего не помня о своей жизни до мутации, вплоть до имени. За это время братья Рафаэля предприняли множество безрезультатных поисков. Подружившись с Кейси Джонсом Раф затем подвергся нападению со стороны Старого Клыка, того самого уличного кота, который также мутировал в результате воздействия мутагена, однако другие Черепашки спасли своего брата и вернули домой. В течение следующих месяцев Рафаэль интенсивно тренировался вместе с остальными Черепахами, добившись невероятных успехов, в награду за которые Сплинтер наградил его парными саями.

## Телевидение

### Мультсериал 1987 года

Рафаэль в мультсериале «Черепашки-ниндзя» 1987 года.

Роб Полсен озвучил Рафаэля с 1 по 9 сезон мультсериала «Черепашки-ниндзя» 1987 года. В 1989 году его заменил Том Пинто, в 1993 году — Хэллоуин Рэй, а в финальном сезоне персонажа озвучил Майкл Гоф. Поскольку мультсериал был рассчитан на более детскую аудиторию, Рафаэль сохранил своё саркастичное чувство юмора, однако стал более комичным, но в то же время рассудительным персонажем. В моменты раздражения он, в отличие от большинства своих воплощений, вёл себя более капризно и терял самообладание. В версии 1987 года Рафаэль не соперничал с Леонардо за роль лидера команды, лишь время от времени насмехаясь над его действиями, задаваясь вопросом: «И что теперь, бесстрашный лидер?». В более поздних сезонах Рафаэль стал более сварливым и насмешливым персонажем. В серии "Рафаэль находит свою вторую половину" Рафаэль влюбился в Мону Лизу — девушку, мутировавшую в ящерицу.
В анимационном кроссовере «Черепашки навсегда» 2009 года данную версию Рафаэля озвучил Себастьян Арселус. По сюжету, он и его братья попадают в мир Черепах 2003 года, где им приходится объединить усилия, чтобы предотвратить разрушение мультивселенной от руки Шреддера 2003 года. Рафаэль неоднократно разрушает четвёртую стену, комментируя происходящее, чем выводит из себя Хана.
Полсон вновь озвучил Рафаэля 1987 года в мультсериале «Черепашки-ниндзя» 2012 года.

### Аниме 1996 года
В Teenage Mutant Ninja Turtles: Superman Legend 1996 года Рафаэля озвучил Хироюки Сибамото.

### Сериал 1997 года
В сериале «Черепашки-ниндзя: Следующая мутация» роль Рафаэля исполнил Митчелл А. Ли Юэн, в то время как Мэтт Хилл озвучил персонажа. Также Рафаэль появился в эпизоде-кроссовере «Время черепах» сериала «Могучие рейнджеры: В космосе» 1998 года, где его озвучил Ким Штраусс.

### Мультсериал 2003 года

Рафаэль в мультсериале «Черепашки-ниндзя» 2003 года.

В мультсериале «Черепашки-ниндзя» 2003 года Рафаэль, озвученный Грегом Эбби, напоминает свою классическую версию из комиксов Mirage, однако, несмотря на вспыльчивость и вздорный характер, он обладает добрым сердцем и является самым чувствительным из братьев, что видно из серий «Одинокий Раф и малыш» и «Тач и Гоу». В бою он регулярно использовал парные саи, однако в 5 сезоне получил от Трибунала Ниндзя кусаригама под названием Банрай.
Наиболее непростые отношения у него сложились с Леонардо. С самого детства Рафаэль видел в нём своего соперника, так как хотел быть лидером. В то время как Лео представлен как спокойный и рассудительный воин, Рафаэль, получивший прозвище «Сорвиголова», постоянно рвётся в бой и предпочитает действия обдумыванию. Он часто подбивал Леонардо ослушаться указаний сэнсэя Сплинтера и отказывался отступать в сражениях. Во время сюжетной арки «Война в городе» выступал против участия Черепашек ниндзя в конфронтации банд за контроль над Нью-Йорком, в то время как его старший брат считал их ответственными за обстановку в городе после победы над Шреддером. Тем не менее, Рафаэль сильно привязан к Леонардо и, как было показано в эпизоде «Истории о Лео», сильнее других переживал за него, когда тот находился на грани смерти. Он относился с большим уважением к Донателло, восхищаясь его талантами в машиностроении и хваля за сконструированные изобретения. С другой стороны, Рафаэль не выносил ребяческого и беззаботного поведения Микеланджело, который, в свою очередь, подвергал Рафа насмешкам и играл на его нервах. Когда Микеланджело хитростью победил его на межпространственном состязании Битва Нексус, а затем стал чемпионом, он начал выводить Рафа из себя одним лишь упоминанием своего триумфа. Тем не менее, братья ни раз находили общий язык благодаря своему чувству юмору. Лучшим другом Рафаэля был Кейси Джонс, которому также были свойственны проблемы с самообладанием и удовольствие от сражения.
В анимационном кроссовере «Черепашки навсегда» 2009 года Рафаэль, вновь озвученный Эбби, участвовал в спасении Черепашек 1987 года от Пурпурных драконов. Он всячески насмехался над их несерьёзным поведением и именными бляшками на поясах, а также был смущён «мультяшной» реальностью 1987 года. Тем не менее, оказавшись в реальности Черепах из комиксов Mirage, Раф был очарован их мрачным миром и попытался сдружиться с ними. После окончательной победы над Шреддером 2003 года, Раф и его братья вернулись в родное измерение.

### Мультсериал 2012 года
В мультсериале 2012 года Рафаэль, озвученный Шоном Эстином, выделялся среди братьев зелёными глазами, а также молниеобразной трещиной в брюшном щите. В этом мультсериале у него были две домашние черепашки, сначала Спайк, впоследствии мутировавший в Слэша, а затем Чомпи, которую он подобрал в космосе. Также Раф состоял в отношениях с антропоморфной ящерицей по имени Мона.

### Мультсериал 2018 года
В мультсериале «Эволюция Черепашек-ниндзя» 2018 года Раф, которого озвучил Омар Бенсон Миллер был самым старшим и физически наиболее габаритным из четырёх братьев, поскольку мутировал от грифовой черепахи. До того, как Леонардо был назначен Сплинтером официальным лидером команды в финале второго сезона, Раф представал  неформальным вожаком отряда, чего не было в предыдущих адаптациях. Также он менее жесток и агрессивен, чем другие воплощения персонажа, однако по-прежнему любит участвовать в сражениях.
Миллер вновь озвучил Рафаэля в одноимённом анимационном фильме, события которого произошли после окончания мультсериала.

### Прочие появления
- В концертном туре «Coming Out of Their Shells» 1990 года, где Черепашки-ниндзя были представлены как сформированная музыкальная группа, Рафаэль играл на барабанах.
- Американские певцы Эрик Анзалоне и Эл Фритш озвучили Рафаэля в телевизионном спецвыпуске We Wish You a Turtle Christmas 1994 года[19].
- Анзалоне вновь озвучил Рафаэля в телевизионном спецвыпуске Turtle Tunes 1995 года[19].
- Бек Беннетт озвучил Рафаэля в одном из эпизодов «Saturday Night Live»[19].
- Сет Грин, Адам Тэлбот и Том Рут озвучили Рафаэля в нескольких выпусках пародийного американского мультсериала «Робоцып» 2005 года[19].
- Рафаэль появился в одной из серий сериала «Псих», где его озвучил Дэн Милано[19].
- Роб Полсен, озвучивший Рафаэля в мультсериал 1987 года, вновь озвучил персонажа в рекламе автомобилей марки Honda[22]. Ранее Полсон также озвучил Рафаэля в рекламах сетей ресторанов быстрого питания Burger King и Chef Boyardee[19].
- Также Раф появился в короткометражном фильме «Fight the foot», где помог Эйприл О Нил спастись от клана Фут, когда те проникли к ней в квартиру.[23]

## Кино

### Классическая квадрология

Рафаэль в фильме «Черепашки-ниндзя» 1990 года.

В экранизации 1990 года Рафаэля озвучил Джош Пэйс. Он разговаривает с нью-йоркским акцентов и использует ненормативную лексику. По сюжету он знакомится с Кейси Джонсом и спасает Эйприл О’Нил от членов клана Фут. Как в большинстве адаптаций с его участием, Рафаэль конфликтует с Леонардо и, во время одной из таких ссор, оказывается отделён от своих братьев, подвергнувшись нападения со стороны клана Фут. Рафаэль получает серьёзные травмы и впадает в коматозное состояние, в то время как остальным Черепахам приходится защищать его и сдерживать нападение вражеских ниндзя. После уничтожения квартиры Эйприл, команда отправляется в загородный дом Кейси, где Рафаэль приходит в себя под наблюдением Леонардо. Впоследствии Черепашки участвуют в спасении Сплинтера и сражаются со Шреддером, который терпит поражение от руки их сэнсэя.
Во второй части, премьера которой состоялась в 1991 году, его сыграл Кенн Троум, а озвучил Лори Фасо. Рафаэлю, его братьям и Сплинтером приходится на некоторое время переехать в новую квартиру Эйприл. Узнав, что за созданием превратившего их в мутантов мутагена стоит компания TGRI, Черепашки проникают в главное здание организации, где сталкиваются с остатками клана Фут, возглавляемыми мастером Тацу. В дальнейшем, из-за новых разногласий с Леонардо, Рафаэль вновь отделяется от семьи и попадает в плен к клану Фут. После того, как его спасает Донателло, Рафаэль участвует в сражении с Токкой и Разаром, а затем сталкивается с Супер-Шредером.
В третьем фильма, который вышел в 1993 году, роль Рафаэля исполнил Мэтт Хилл, а Тим Келлехер озвучил персонажа. Когда Черепашки-ниндзя попадают в феодальную Японию, Рафаэль спасает из горящего дома маленького мальчика по имени Ёси. Затем вместе с Леонардо и Донателло он отправляется на спасение Микеланджело.
С 1995 по 1997 годы Кевин Истмен работал над четвёртым фильмом франшизы, который должен был называться либо «Черепашки-ниндзя 4: Новая мутация», либо «Черепашки-ниндзя 4: Возвращение клана Фут». Питер Лэрд опубликовал концепт-арт Рафаэля в своём блоге. По задумке фильма Черепашки-ниндзя и Сплинтер подверглись вторичной мутации из-за того, что находящийся в их крови мутаген с годами привёл к изменению внешнего вида героев, а также даровал им новые способности. Кроме того, в фильме должен был вернуться Шреддер, восстанавливающий авторитет клана Фут.
В анимационном фильме 2007 года Рафаэля озвучил Нолан Норт. После того, как Сплинтер отправил Леонардо тренироваться в Южную Америку, команда распалась и Рафаэль создал альтер эго Ночного Всевидящего, линчевателя, противостоящего преступности на улицах ночного Нью-Йорка. Облачившись в металлический костюм, он использовал в сражениях стальные цепи. После возвращения Лео, Раф проявляет к старшему брату открытую враждебность, затаив обиду на него из-за длительного отсутствия. Черепашки-ниндзя становятся свидетелями битвы клана Фут под руководством Караи и йети-подобного чудовища, однако остаются в неведении относительно целей клана. Некоторое время спустя, Раф и Кейси подвергаются нападению со стороны каменного генерала Гато, связанного с работодателем клана Фут. Во время разборки с одним из 13 наполнивших Нью-Йорк монстров Рафаэль в образе Ночного Всевидящего противостоит Леонардо. Когда Лео разоблачает Рафа, между ними завязывается сражение, из которого последний выходит победителем. Тем не менее, когда Рафаэль отступает, Леонардо попадает в плен каменных генералов. Гложемый чувством вины, Раф признается Сплинтеру в своих ошибках и, вместе с сэнсем, братьями, а также Кейси и Эйприл вызволяет Леонардо из заточения. Затем он помогает остановить каменных генералов, что позволяет стоящему за ними магнату Максу Винтерс, на деле являющемуся древним воином по имени Юатль, избавиться от своего бессмертия и обрести покой. В конечном итоге, Рафаэль отрекается от образа Ночного Всевидящего и продолжает патрулировать город бок о бок со своими братьями.
В 2007 году Кевин Манро заявил, что хотел бы снять продолжение мультфильма, в котором потенциально мог вернуться Шреддер. Манро запланировал трилогию. «Черепашки-ниндзя 2» должен был стать вольной адаптацией арки City At War из оригинальных комиксов Mirage. По сюжету, Микеланджело чувствовал себя изгоем, из-за чего присоединился к клану Фут, в то время как Черепахи отправились в Японию, где должны были столкнуться с Караи и Шреддером.

### Дилогия-перезапуск
В фильме-перезапуске «Черепашки-ниндзя» 2014 года роль Рафаэля исполнил Алан Ричсон. Он предстаёт агрессивной Черепахой, которая противится следования указаниям. Рафаэль часто теряет самообладание и предпочитает действовать самостоятельно, что выливается в конфронтацию с Леонардо, полагающегося на командную работу. Рафаэль был первой Черепашкой-ниндзя, которую увидела Эйприл О’Нил, после того, как братья спасли её от ниндзя из клана Фут. Когда Эйприл фотографирует их, Раф угрожает девушке даже после того, как Донателло стёр данные из памяти её телефона. Во время битвы в логове Черепах Раф оказывается погребён под обломками, из-за чего его признают погибшим. Таким образом, он остаётся единственной Черепашкой, которую не захватили Фут. Придя в себя, он находит тяжело раненого Сплинтера, который поручает ему и Эйприл спасти остальных членов семьи. Они объединяются с Верном Фенвиком, который помогает им проникнуть в «Sacks Industries», где Рафаэль вступает в сражение со Шреддером, чтобы дать Эйприл и Верну возможность освободить Леонардо, Донателло и Микеланджело. После победы над Шреддером Рафаэль и его братья используют мутаген, чтобы спасти жизнь Сплинтера.
Ричсон вновь сыграл Рафаэля в картине «Черепашки-ниндзя 2» 2016 года. Черепашки пытаются предотвратить побег Шреддера во время его перевозки в тюрьму, однако терпят поражение. Рафаэль приходит в ярость, когда узнаёт, что Леонардо приказал Донни скрыть от него и Майки открытие, в соответствии с которым найденный ими мутаген может превратить всех четверых в людей. Тем не менее, когда Лео предоставляет Рафу возможность определить их дальнейшую судьбу, последний разбивает канистру с мутагеном, принимая себя черепахой-мутантом. Вместе с братьями он успешно останавливает прибывший на Землю Технодром, управляемый Крэнгом, за что получает награду от лица полиции Нью-Йорка.

### Другие фильмы
В фанатском фильме «Кейси Джонс» Рафаэля озвучил Брайан Виллалобос.
Рафаэль появился в анимационном фильме-кроссовере под названием «Бэтмен против Черепашек-ниндзя» 2019 года, где его озвучил Даррен Крисс. Он и его братья помогают Бэтмену, Робину и Бэтгёрл остановить Шреддера, который заключил союз с Ра’с аль Гулом и его Лигой Убийц, чтобы отравить весь Готэм-Сити мутагеном.
Рафаэль появился в анимационном фильме «Черепашки-ниндзя: Погром мутантов» 2023 года, где его озвучил Брэйди Нун.

## Видеоигры
В первых видеоиграх, основанных на мультсериале 1987 года, Рафаэль был наименее популярным персонажем из-за ограниченных радиусов атак его оружия.
В играх TMNT (2007) и Teenage Mutant Ninja Turtles: Smash-Up (2009) от Ubisoft игровыми персонажами выступают как сам Рафаэль, так и его альтер эго Ночной Всевидящий.
Рафаэль - один из главных игровых персонажей в Teenage Mutant Ninja Turtles: Out of the Shadows (2013), где его озвучил Карлос Алазраки. Его альтернативным оружием являются железные кулаки, представляющие собой железные перчатки, обладающие большей разрушительной силой, но рассчитанные на короткие расстояния.
Рафаэль стал одним из гостевых персонажей в файтинге DC Comics Injustice 2 (2017) в рамках загружаемого контента «Fighter Pack 3», где его озвучил Бен Рауш. Также его скин появляется в играх Smite (2014) и Brawlhalla (2017). Как и другие Черепашки-ниндзя он стал частью игр-кроссоверов Nickelodeon Kart Racers (2018) и его продолжений, а также Nickelodeon All-Star Brawl (2021), наряду с другими персонажами Nickelodeon.
В Teenage Mutant Ninja Turtles: Shredder’s Revenge (2022) Рафаэль представлен как Черепаха с наибольшей силой атаки и средней скорости, в то время как в предшествующей Teenage Mutant Ninja Turtles: Turtles in Time (1991) у него была наибольшая скорость атаки среди братьев со средней силой. Кроме того, это первая официальная игра в серии Teenage Mutant Ninja Turtles по мотивам мультсериала 1987 года, где Рафаэля озвучил Роб Полсен.

## Критика
В 2008 году Рафаэль разделил 5-е место с Леонардо в списке «10 лучших персонажей-ниндзя из видеоигр» по версии TechCrunch. Рафаэль занял 23-е место в списке 100 лучших героев комиксов по версии IGN.